# M56
M56（也稱為NGC 6779）是一個位於天琴座的球狀星團，由梅西耶於1779年所發現，距離地球約32,900光年。星團內最亮的恆星為13等，還包括了十餘顆變星。

## 外部連結
- Messier 56, SEDS Messier pages